# Prodidomus reticulatus
Prodidomus reticulatus is een spinnensoort uit de familie van de Prodidomidae.
De wetenschappelijke naam van de soort werd in 1927 gepubliceerd door Reginald Frederick Lawrence.